# 慶熙
慶熙（1770年—1826年），字号不详，武佳氏，汉军镶蓝旗人。嘉庆己巳进士。
签分河南，任河南卫輝府考城县知县。

## 家庭
- 女儿武佳氏，嘉庆癸亥翻译进士宗室多秀之子宗室聯恒嫡妻、[2]已革簡亲王神保住之曾孙宗室福森嫡妻。[3]